# Andy Vernon
Andrew Vernon dit Andy Vernon (né le 7 janvier 1986 à Fareham) est un athlète britannique, spécialiste des courses de fond et du cross-country.

## Biographie
Deuxième par équipes aux championnats d'Europe de cross-country 2009 et 2011, il se révèle sur le plan individuel lors des championnats d'Europe par équipes de 2011 en se classant troisième de l'épreuve du 5 000 mètres, puis en remportant quelques jours plus tard le titre des Athlétisme à l'universiades d'été à Shenzhen, en Chine.
Sixième du 5 000 m et 10e du 10 000 m lors des Jeux du Commonwealth de 2014, à Glasgow, il remporte deux médailles lors des championnats d'Europe de Zurich : l'argent sur 10 000 m et le bronze sur 5 000 m.

## Palmarès
| Date | Compétition                            | Lieu        | Résultat | Épreuve             | Temps          |
| ---- | -------------------------------------- | ----------- | -------- | ------------------- | -------------- |
| 2009 | Championnats d'Europe de cross-country | Dublin      | 12e      | Course individuelle | 31 min 54 s    |
| 2009 | Championnats d'Europe de cross-country | Dublin      | 2e       | Par équipes         |                |
| 2010 | Jeux du Commonwealth                   | New Delhi   | 10e      | 10 000 m            | 29 min 44 s 91 |
| 2011 | Championnats d'Europe de cross-country | Velenje     | 9e       | Course individuelle | 29 min 39 s    |
| 2011 | Championnats d'Europe de cross-country | Velenje     | 2e       | Par équipes         |                |
| 2011 | Championnats d'Europe par équipes      | Stockholm   | 3e       | 5 000 m             | 13 min 40 s 15 |
| 2011 | Universiade                            | Shenzhen    | 1er      | 5 000 m             | 14 min 0 s 06  |
| 2013 | Championnats d'Europe de cross-country | Belgrade    | 3e       | cross-country       | 29 min 35 s    |
| 2014 | Jeux du Commonwealth                   | Glasgow     | 6e       | 5 000 m             |                |
| 2014 | Championnats d'Europe                  | Zurich      | 2e       | 10 000 m            | 28 min 8 s 66  |
| 2014 | Championnats d'Europe                  | Zurich      | 3e       | 5 000 m             | 14 min 9 s 48  |
| 2015 | Championnats d'Europe par équipes      | Tcheboksary | 3e       | 5 000 m             | 14 min 05 s 85 |
| 2016 | Championnats d'Europe de cross-country | Chia        | 5e       | cross-country       | 28 min 11 s    |
| 2018 | Jeux du Commonwealth                   | Gold Coast  |          | 10 000 m            |                |

### Records
| Épreuve  | Performance    | Lieu      | Date          |
| -------- | -------------- | --------- | ------------- |
| 5 000 m  | 13 min 11 s 50 | Palo Alto | 4 mai 2014    |
| 10 000 m | 27 min 53 s 65 | Palo Alto | 29 avril 2012 |